# 李康白
李 康白（Lee Kang Baek 、イ・ガンベク、1947年12月1日 - ）は韓国の劇作家。全羅北道全州市出身。

## 略歴
1947年12月1日、全羅北道全州市に生まれる。1971年、東亜日報新春文芸に戯曲『다섯(五つ)』が当選し、登壇した。
寓話と比喩の多い非事実主義の作品を主に書いてきたため、「Allegoryの作家」というあだ名がつけられた。
1980年代以降は、貧富の社会的葛藤をアレゴリー化したり、罪悪感なく貪欲な社会の上位層を批判する作品も発表してきた。
李の作品世界は、人間の実存的な苦悩を精巧な論理で構成したという特徴がある。ほぼ毎年創作戯曲を発表し、その中で11編はソウル演劇祭で上演された。

## 年譜
- 1947年、全羅北道全州市に生まれる。[1]
- 1982～1990年、クリスチャンアカデミー文化部長。
- 1983年、韓国戯曲文学賞受賞。
- 1985年、ベネズエラ第3世界戯曲競演大会特別賞受賞。
- 1986年、大韓民国文学賞受賞、東亜演劇賞受賞。
- 1990～1997年、東亜演劇賞審査委員。
- 1996年、第4回大山文学賞戯曲部門受賞。
- 1998年、第5回宇耕文化芸術賞受賞。
- 2001年、百想芸術大賞戯曲賞。

## 代表作品
- 1972年、셋(三つ)、알(卵)[3][4]
- 1973年、파수꾼(番人)
- 1974年、결혼(結婚)
- 1975年、보석과 여인(宝石と女性)
- 1979年、개뿔(ゲプル)
- 1981年、족보(族譜)
- 1982年、쥬라기의 사람들(ジュラシック期の人々)
- 1983年、호모 세파라투스（Homo separatus)
- 1984年、봄날(春の日)
- 1987年、유토피아를 먹고 잠들다(ユートピアを食べて眠る)
- 1989年、철산리(鐵山里)
- 1991年、물거품(水泡)
- 1993年、북어대가리(干し明太の頭)
- 1995年、자살에 관하여(自殺について)
- 1995年、영월행 일기(寧越行日記)
- 1998年、느낌, 극락같은(感じ、極楽のような)